# LP 944-020
LP 944-020 — звезда, коричневый карлик в созвездии Печи. Находится на расстоянии 20,9±0,1 св. лет (6,41±0,04 парсек) от Солнца. Первоначально считали, что объект находится на расстоянии приблизительно 16±0,3 св. лет от нас при параллаксе 201,4±4,21.

## Физические характеристики

LP 944-20 в рентгеновском диапазоне до и во время вспышки. Фотография орбитального телескопа Чандра.

LP 944-020 относится к категории так называемых коричневых карликов. Это один из подобных объектов, изученных лучше всего, поскольку звезда находится очень близко к нам. Её возраст составляет около 500 миллионов лет, а масса — более 60 масс Юпитера (или 6% солнечных масс). Диаметр LP 944- 20 не превышает 1/10 диаметра Солнца, полный оборот вокруг своей оси звезда делает за 5 часов. Светимость звезды слабее солнечной более чем в 3 миллиона раза.
В декабре 1999 года орбитальный телескоп Чандра зарегистрировал вспышку на LP 944-020 в рентгеновском диапазоне. Это было первое наблюдение вспышки на коричневом карлике. По мощности она была сравнима с небольшой вспышкой на Солнце. Но она превосходила в миллионы раз мощность вспышек, регистрируемых на Юпитере. Подобное явление не характерно для коричневых карликов, поскольку они имеют довольно холодную атмосферу. Исследователи предполагают, что вспышку породило мощное электромагнитное поле LP 944-020: чрезвычайно намагниченный газ, циркулирующий на глубине около 97 километров под поверхностью коричневого карлика, разогрелся до такого состояния, что произвёл мощную вспышку рентгеновского излучения.

## Ближайшее окружение звезды
LP 944-020 принадлежит к так называемой движущейся группе звёзд Кастора (англ. Castor Moving Group). Следующие звёздные системы находятся на расстоянии в пределах 10 световых лет от LP 944-020:
| Звезда          | Спектральный класс        | Расстояние, св. лет |
| 82 Эридана      | G8 V                      | 4.4                 |
| LHS 1565        | M5.5 V                    | 4.9                 |
| Звезда Каптейна | M0-1.5-3 VI               | 6.1                 |
| 40 Эридана ABC  | K1 Ve / DA4 VII / M4.5 Ve | 8.2                 |
| ε Эридана       | K2 V                      | 8.3                 |
| τ Кита          | G8 Vp                     | 8.9                 |
| YZ Кита         | M4.5 Ve                   | 10.0                |